# Andreas Moosbrugger
Andreas Moosbrugger (* 8. November 1722 in Schoppernau; † 25. März 1787 in Au (Vorarlberg)) war ein österreichischer Rokoko-Stuckateur. Er gehört zur Familie Moosbrugger.

## Leben
Andreas Moosbrugger wurde als ältester Sohn des Handwerkers Franz Josef Moosbrugger (* 1688) und der Anna Felder geboren. Häufig arbeitete er zusammen mit seinem jüngsten Bruder Peter Anton (1732–1806). Die meisten Werke befinden sich in der Zentral- und Ostschweiz.

## Werke
- Reformierte Kirche Wald ZH 1757
- Schloss Tettnang 1761
- Reformierte Kirche Oberrieden ZH 1761
- Reformierte Kirche Oberuzwil 1765
- Reformierte Kirche Wädenswil 1764–1767
- Reformierte Kirche Trogen AR 1779–1781
- Reformierte Kirche Horgen 1782